# Cadogenius ohausi
Cadogenius ohausi is een keversoort uit de familie snoerhalskevers (Anthicidae). De wetenschappelijke naam van de soort is voor het eerst geldig gepubliceerd in 1918 door Heller.